# Ciarán di Clonmacnoise
Ciarán di Clonmacnoise (pronuncia:/kɪ'ɛra:n/, dal gaelico 'Ciar' che significa "scuro"), detto Ciarán il Giovane e conosciuto anche come Kieran, Kyran, Ceran, Ciarano, Queran, Queranus (Contea di Roscommon, 516 – Clonmacnoise, 549) è stato un vescovo irlandese, venerato come santo dalla Chiesa cattolica.

## Biografia
Nato nel 516, nella contea di Roscommon, Ciarán era figlio di Beoit, un carpentiere costruttore di carri, originario della Cornovaglia o dell'Ulster secondo altre fonti. Fu uno dei "Dodici apostoli d'Irlanda" che studiarono alla scuola di san Finnian di Clonard dove Ciarán stesso poi divenne insegnante. Secondo una leggenda Ciarán aveva una volpe addestrata a portare i suoi scritti al suo maestro Finnian in una borsa, ma un giorno la volpe, ridivenne selvatica e sbranò il contenitore distruggendo tutti i manoscritti del santo. Poi Ciarán si spostò a Inis Mór alle isole Aran dove fu ordinato sacerdote dal suo maestro sant'Enda di Aran, il quale gli suggerì di costruire una chiesa e un monastero nel mezzo dell'Irlanda: Ciarán perciò, nel 544, insieme a otto confratelli, tra i quali il suo maestro Finnian di Clonard, fondò il monastero di Clonmacnoise, nella contea di Offaly, al confine tra le grandi regioni irlandesi del Connaught, del Munster e del Leinster, il quale, anche per la sua posizione geografica, divenne una delle più fiorenti comunità religiose d'Irlanda, fino al 1552. Pochi mesi dopo, il principe Diarmait mac Cerbaill, che sarebbe stato il primo cristiano sovrano supremo d'Irlanda ("High King"), venne a Clonmacnoise per aiutare Ciarán a costruire la sua prima chiesa. Ciarán diede una regola molto austera ai suoi monaci: san Carthage the Elder fu suo discepolo.

## La leggenda
La leggenda racconta che la virtù di Ciarán era così evidente che molti monaci, gelosi, pregavano affinché morisse giovane. Nel 549, dopo quattro anni dal suo arrivo a Clonmacnoise (ma, secondo un'altra tradizione, dopo sette mesi), a soli 33 anni di età, Ciarán morì di peste o di febbre gialla. Chiese ai suoi discepoli di lasciare il suo corpo a consumarsi sulla cima di una collina "come si lascia il corpo di un cervo malato", ma il suo desiderio non fu esaudito e la sua tomba divenne luogo di pellegrinaggio. San Ciarán era grande amico di San Kevin di Glendalough. Sapendo che Ciarán stava per morire, Kevin lo andò a trovare a Clonmacnoise, ma arrivò tre giorni dopo la sua morte. Allora lo spirito di Ciarán rientro nel suo corpo, così che poté abbracciare l'amico ospite. Stettero insieme molto tempo in conversazione e Ciarán regalò a Kevin una campana d'argento come segno di amicizia.
Secondo la tradizione, la vocazione di Ciarán fu osteggiata dai genitori, pertanto egli abbandonò la casa paterna senza mezzi di sussistenza: una mucca lo seguì spontaneamente e nutrì lui e poi anche i suoi monaci per tutta la vita, producendo grandi quantità di latte. Quando essa morì la sua pelle venne conciata e resa pergamena e su di essa Ciarán scrisse il Leobr na h'Uidre, il "Libro della mucca dai colori scuri", una delle più antiche e importanti collezioni di testi irlandesi, in verità raccolti dall'amanuense irlandese Máel Muire mac Célechair, nel XII secolo. Il libro contiene il famoso poema epico irlandese Táin Bó Cúailnge. La pelle venne conservata come una reliquia a Clonmacnoise: secondo la tradizione, chi avesse esalato l'ultimo respiro sulla pelle scura, sarebbe andato direttamente in Paradiso.

## Culto
La Chiesa cattolica ricorda San Ciarán di Clonmacnoise il 9 settembre.